# Antoine Libes
Antoine Libes, né le 2 juillet 1752 à Béziers et mort le 25 octobre 1832 à Paris, est un physicien français  
Il avait professé la physique à Béziers et à Toulouse lorsque, la Révolution ayant éclaté, il se rendit à Paris, où il devint professeur aux Écoles centrales et au lycée Charlemagne. 
Ce fut lui qui découvrit, en 1804, avec des instruments très imparfaits, l’électricité développée par le contact ou par le frottement de substances qu’on ne regardait pas alors comme susceptibles de s’électriser l’une par l’autre : il démontre que lorsqu'un disque de métal est pressé contre du bois recouvert de taffetas gommé, le métal s'électrise négativement, mais si ce disque est frotté sur le taffetas, le métal s'électrise positivement.

## Œuvres
- Physicæ conjecturalis elementa (1788) ;
- Leçons de physique chimique (1796);
- Théorie de l’élasticité (1800) ;
- Traité élémentaire de physique (1802) ;
- Nouveau dictionnaire de physique, rédigé d'après les découvertes les plus modernes, Paris, Giguet et Michaud, 1806, 4 vol. (lire en ligne) ;
- Histoire philosophique des progrès de la physique (1811-1814, 4 vol. in-8°) ;
- Traité complet et élémentaire de physique, présenté dans un ordre nouveau, d'après les découvertes modernes, Paris, veuve Courcier, 1813, 3 vol. (lire en ligne) ;
- Le Monde physique et le monde moral (1815, in-8°).